# Algebra Wienera
Algebra Wienera – algebra Banacha wszystkich funkcji zespolonych, określonych na przedziale {\displaystyle [0,2\pi ]} postaci
{\displaystyle f(x)=\sum _{n\in \mathbb {Z} }a_{n}e^{inx},}
dla których ciąg liczbowy {\displaystyle (a_{n})_{n\in \mathbb {Z} }} jest elementem przestrzeni {\displaystyle \ell ^{1}(\mathbb {Z} ),} to znaczy
{\displaystyle \sum _{n\in \mathbb {Z} }|a_{n}|<\infty .}
Dodawanie i mnożenie określone jest standardowo (punktowo). Dla funkcji {\displaystyle f} postaci takiej jak wyżej, norma w tej algebrze wyraża się wzorem
{\displaystyle \|f\|=\sum _{n\in \mathbb {Z} }|a_{n}|.}
Algebra Wienera jest izometrycznie izomorficzna z algebrą {\displaystyle \ell ^{1}(\mathbb {Z} ).} Izomorfizm jest dany jako odwzorowanie {\displaystyle f\rightarrow {\overline {f}},} gdzie:
{\displaystyle {\overline {f}}(x)=\sum _{n\in \mathbb {Z} }f(n)e^{inx}.}